# دمر
دُمَّر هي منطقة سكنية بدمشق في سوريا، تقع في الشمال الغربي من المدينة وهي المنطقة الكبرى من حيثُ المساحة.
أُطلق عليها اسم ضاحية الشام الجديدة أو ضاحية دُمَّر.
قال ياقوت الحمَوي في (معجم البلدان): 
دُمَّرٌ: عَقَبة دُمَّر مشرفةٌ على غوطة دمشق، لها ذِكرٌ في حديث الإسكندر وغيره، وهي من جهة الشمال في طريق بَعْلَبَكَّ.
وقال الفِيروزابادي في (القاموس المحيط): ودُمَّرُ، كسُكَّر: عَقَبَةٌ بدِمَشْقَ.

## معرض صور

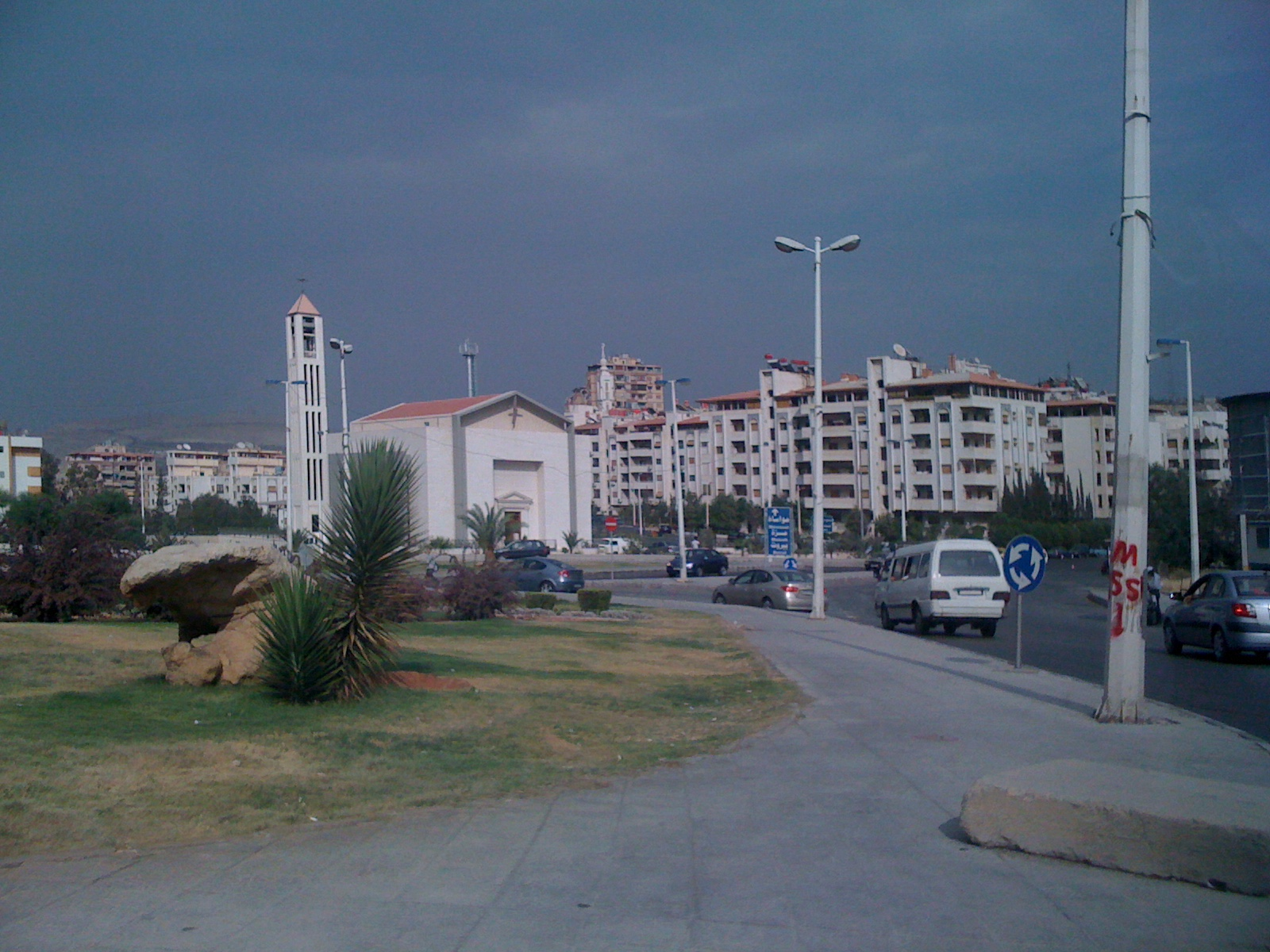
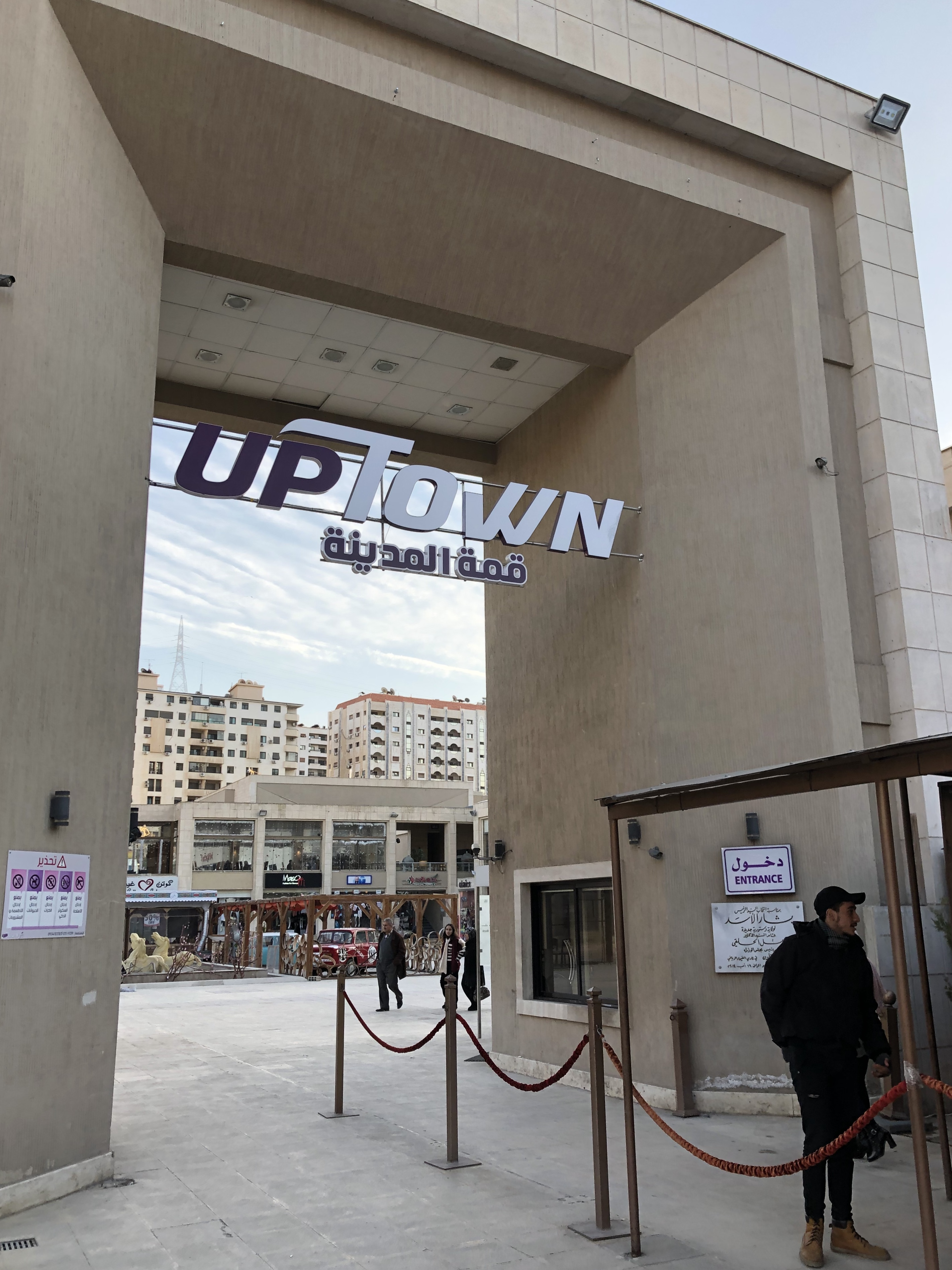
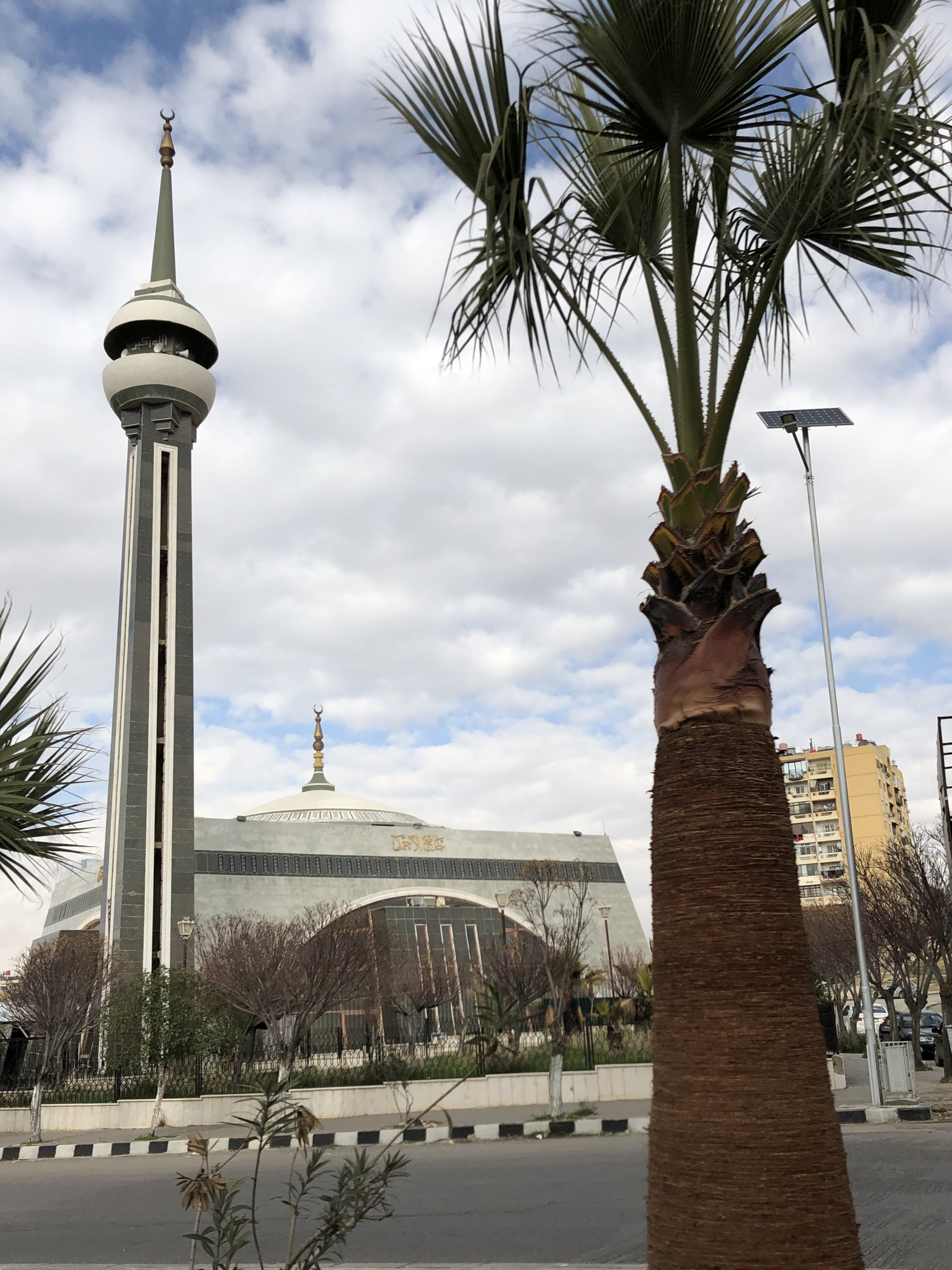